# William A. Brady
William A. Brady, il cui nome completo era William Aloysius Brady, (San Francisco, 19 giugno 1863 – New York, 6 gennaio 1950), è stato un imprenditore, impresario teatrale e produttore cinematografico statunitense.
Era il padre dell'attrice Premio Oscar Alice Brady.

## Filmografia

### Produttore
- The Corbett-Fitzsimmons Fight, regia di Enoch J. Rector (1897)
- Jeffries–Sharkey Contest, (1899)
- Mexican War Pictures (1913)
- The Dollar Mark, regia di O.A.C. Lund - produttore esecutivo (1914)
- Mammina (Mother), regia di Maurice Tourneur - produttore esecutivo (1914)
- A Gentleman from Mississippi, regia di George L. Sargent (1914)
- Man of the Hour, regia di Maurice Tourneur - produttore esecutivo (1914)
- The Wishing Ring: An Idyll of Old England, regia di Maurice Tourneur (1914)
- As Ye Sow, regia di Frank Hall Crane - produttore esecutivo (1914)
- The Pit, regia di Maurice Tourneur (1914)
- Alias Jimmy Valentine, regia di Maurice Tourneur - produttore esecutivo (1915)
- What Happened to Jones, regia di Fred Mace - produttore esecutivo (1915)
- The Man Who Found Himself, regia di Frank Hall Crane - produttore esecutivo (1915)
- Michele Regan lo sfruttatore (The Boss), regia di Émile Chautard (1915)
- The Little Miss Brown, regia di James Young - produttore esecutivo (1915)
- The Face in the Moonlight, regia di Albert Capellani - produttore esecutivo (1915)
- After Dark, regia di Frederic Thomson- produttore esecutivo (1915)
- The Cub, regia di Maurice Tourneur - produttore esecutivo
- The Stolen Voice, regia di Frank Hall Crane - produttore esecutivo (1915)
- The Cotton King, regia di Oscar Eagle - produttore esecutivo (1915)
- The Impostor, regia di Albert Capellani - produttore esecutivo (1915)
- The Ivory Snuff Box , regia di Maurice Tourneur - produttore esecutivo (1915)
- The Family Cupboard, regia di Frank Hall Crane - produttore esecutivo (1915)
- The Sins of Society , regia di Oscar Eagle (1915)
- Over Night, regia di James Young - produttore esecutivo (1915)
- The Rack, regia di Émile Chautard (1915)
- The Ballet Girl, regia di George Irving - produttore esecutivo (1916)
- Fruits of Desire, regia di Oscar Eagle - produttore esecutivo (1916)
- Love's Crucible, regia di Émile Chautard  - produttore esecutivo (1916)
- A Woman's Power, regia di Robert Thornby (1916)
- The Closed Road, regia di Maurice Tourneur - produttore esecutivo (1916)
- Paying the Price , regia di Frank H. Crane (1916)
- Bought and Paid For, regia di Harley Knoles (1916)
- The Men She Married, regia di Travers Vale (1916)
- The New South, regia di Travers Vale (1916)
- On Dangerous Ground, regia di Robert Thornby (1917)
- The Crimson Dove, regia di Romaine Fielding (1917)
- Betsy Ross, regia di George Cowl e Travers Vale (1917)
- Life's Whirlpool, regia di Lionel Barrymore  - produttore esecutivo[1] (1917)
- The Cross Bearer, regia di George Archainbaud (1918)
- Stolen Orders, regia di George Kelson, Harley Knoles (1918)
- The Heart of a Girl, regia di John G. Adolfi - produttore esecutivo (1918)
- Little Women, regia di Harley Knoles (1918)
- Life, regia di Travers Vale (1920)

### Presentatore
- A Butterfly on the Wheel, regia di Maurice Tourneur (1915)
- The Ballet Girl, regia di George Irving - supervisore (1916)
- Tangled Fates, regia di Travers Vale (1916)
- His Brother's Wife, regia di Harley Knoles (1916)
- The Perils of Divorce, regia di Edwin August (1916)
- La bohème (La vie de bohème), regia di Albert Capellani (1916)
- The Crucial Test, regia di John Ince e Robert Thornby (1916)
- Paying the Price, regia di Frank H. Crane (1916)
- Sally in Our Alley, regia di Travers Vale (1916)
- The Weakness of Man, regia di Barry O'Neil (1916)
- Miss Petticoats, regia di Harley Knoles (1916)
- A Woman's Way, regia di Barry O'Neil (1916)
- The Rail Rider, regia di Maurice Tourneur (1916)
- Husband and Wife, regia di Barry O'Neil (1916)
- The Almighty Dollar, regia di Robert Thornby (1916)
- The Velvet Paw, regia di Maurice Tourneur (1916)
- The Revolt, regia di Barry O'Neil (1916)
- The Gilded Cage, regia di Harley Knoles (1916)
- The Hidden Scar, regia di Barry O'Neil (1916)
- The Scarlet Oath, regia di Frank Powell, Travers Vale (1916)
- The Man Who Stood Still, regia di Frank Hall Crane (1916)
- The Heart of a Hero, regia di Émile Chautard (1916)
- Beyond the Wall o The Madness of Helen, regia di Travers Vale (1916)
- All Man, regia di Émile Chautard (1916)
- The World Against Him, regia di Frank Hall Crane (1916)
- A Woman Alone, regia di Harry Davenport (1917)
- The Bondage of Fear, regia di Travers Vale (1917)
- Tillie Wakes Up, regia di Harry Davenport (1917)
- The Red Woman (1917)
- A Square Deal, regia di Harley Knoles (1917)
- A Girl's Folly, regia di Maurice Tourneur (1917)
- The Web of Desire, regia di Émile Chautard (1917)
- The Dancer's Peril, regia di Travers Vale (1917)
- The Social Leper, regia di Harley Knoles (1917)
- As Man Made Her, regia di George Archainbaud (1917)
- The Family Honor, regia di Emile Chautard (1917)
- Forget-Me-Not, regia di Émile Chautard (1917)
- Darkest Russia, regia di Travers Vale (1917)
- The Page Mystery, regia di Harley Knoles (1917)
- Moral Courage, regia di Romaine Fielding (1917)
- Yankee Pluck, regia di George Archainbaud (1917)
- Maternity, regia di John B. O'Brien (1917)
- The Crimson Dove, regia di Romaine Fielding (1917)
- The False Friend, regia di Harry Davenport (1917)
- The Stolen Paradise, regia di Harley Knoles (1917)
- The Divorce Game, regia di Travers Vale (1917)
- The Brand of Satan. regia di George Archainbaud (1917)
- Beloved Adventuress, regia di William A. Brady e, non accreditati, George Cowl e Edmund Lawrence (1917)
- A Self-Made Widow, regia di Travers Vale (1917)
- The Iron Ring, regia di George Archainbaud (1917)
- Souls Adrift, regia di Harley Knoles (1917)
- The Little Duchess, regia di Harley Knoles (1917)
- The Guardian, regia di Arthur Ashley (1917)
- The Tides of Fate, regia di Marshall Farnum (1917)
- Betsy Ross, regia di George Cowl, Travers Vale (1917)
- The Burglar, regia di Harley Knoles (1917)
- A Maid of Belgium, regia di George Archainbaud (1917)
- The Dormant Power, regia di Travers Vale (1917)
- Easy Money, regia di Travers Vale (1917)
- Adventures of Carol, regia di Harley Knoles (1917)
- Her Hour, regia di George Cowl (1917)
- The Awakening, regia di George Archainbaud (1917)
- The Good for Nothing, regia di Carlyle Blackwell (1917)
- The Tenth Case, regia di George Kelson (1917)
- The Volunteer, regia di Harley Knoles (1917)
- The Woman Beneath, regia di Travers Vale (1917)
- The Strong Way, regia di George Kelson (1917)
- Stolen Hours, regia di Travers Vale (1918)
- The Beautiful Mrs. Reynolds, regia di Arthur Ashley (1918)
- The Gates of Gladness, regia di Harley Knoles (1918)
- The Divine Sacrifice, regia di George Archainbaud (1918)
- The Whims of Society, regia di Travers Vale (1918)
- Broken Ties, regia di Arthur Ashley (1918)
- His Royal Highness, regia di Carlyle Blackwell (1918)
- The Spurs of Sybil, regia di Travers Vale (1918)
- The Wasp, regia di Lionel Belmore (1918)
- Wanted: A Mother, regia di Harley Knoles (1918)
- The Cross Bearer, regia di George Archainbaud (1918)
- The Golden Wall, regia di Dell Henderson (1918)
- Little Women, regia di Harley Knoles (1918)
- The Unveiling Hand , regia di Frank Hall Crane (1919)
- Phil-for-Short, regia di Oscar Apfel (1919)

### Sceneggiatore
- Stolen Orders, regia di George Kelson e Harley Knoles - lavoro teatrale (1918)